# 埃莱昂
埃莱昂（法語：Helléan，法語發音：[eleɑ̃]）是法国莫尔比昂省的一个市镇，属于蓬蒂维区。

## 地理
埃莱昂（47°58'16"N, 2°28'26"W）面积7.87 平方千米，位于法国布列塔尼大區莫尔比昂省，该省份为法国西北部沿海省份，位于布列塔尼半岛南部，北起阿摩尔滨海省、西接菲尼斯泰尔省，南濒大西洋，东南接大西洋卢瓦尔省，东临伊勒-维莱讷省。
与埃莱昂接壤的市镇（或旧市镇、城区）包括：圣马洛-德特鲁瓦方丹、托蓬、吉亚克、拉克鲁瓦埃莱昂、拉格雷圣洛朗。

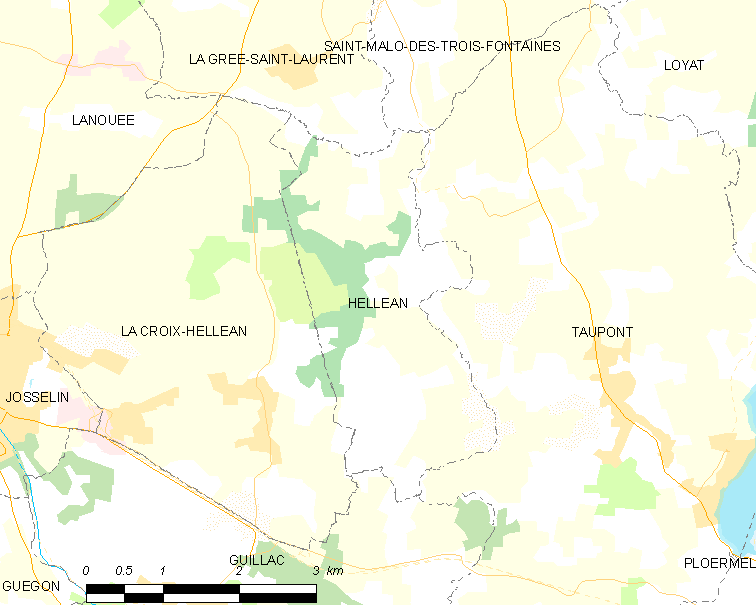
埃莱昂的OSM定位图

埃莱昂的时区为UTC+01:00、UTC+02:00（夏令时）。

## 行政
埃莱昂的邮政编码为56120，INSEE市镇编码为56082。

## 政治
埃莱昂所属的省级选区为普洛埃梅勒县。

## 人口

1962-2008年间埃莱昂人口变化图示

埃莱昂于2022年1月1日时的人口数量为384人。